# John Barbour
John Barbour   (Aberdeen, 1316 - Aberdeen, 13 de març de 1395) fou un poeta i literat escocès, la primera figura important en escriure en gaèlic escocès (idioma també conegut com scot o escocès de les terres baixes). La seva principal obra és el romanç històric en vers titulat The Brus, dedicada a la figura de Robert I d'Escòcia. Tot i que John Barbour era un home d'església, la seva escriptura és secular, tant pel to que utilitza com pels temes que va escollir tractar a les seves obres.
Considerat el "pare de la poesia escocesa", Barbour ocupa un lloc preeminent en la tradició literària d'Escòcia, semblant a la rellevància donada a Geoffrey Chaucer, contemporani seu, en la tradició anglesa.

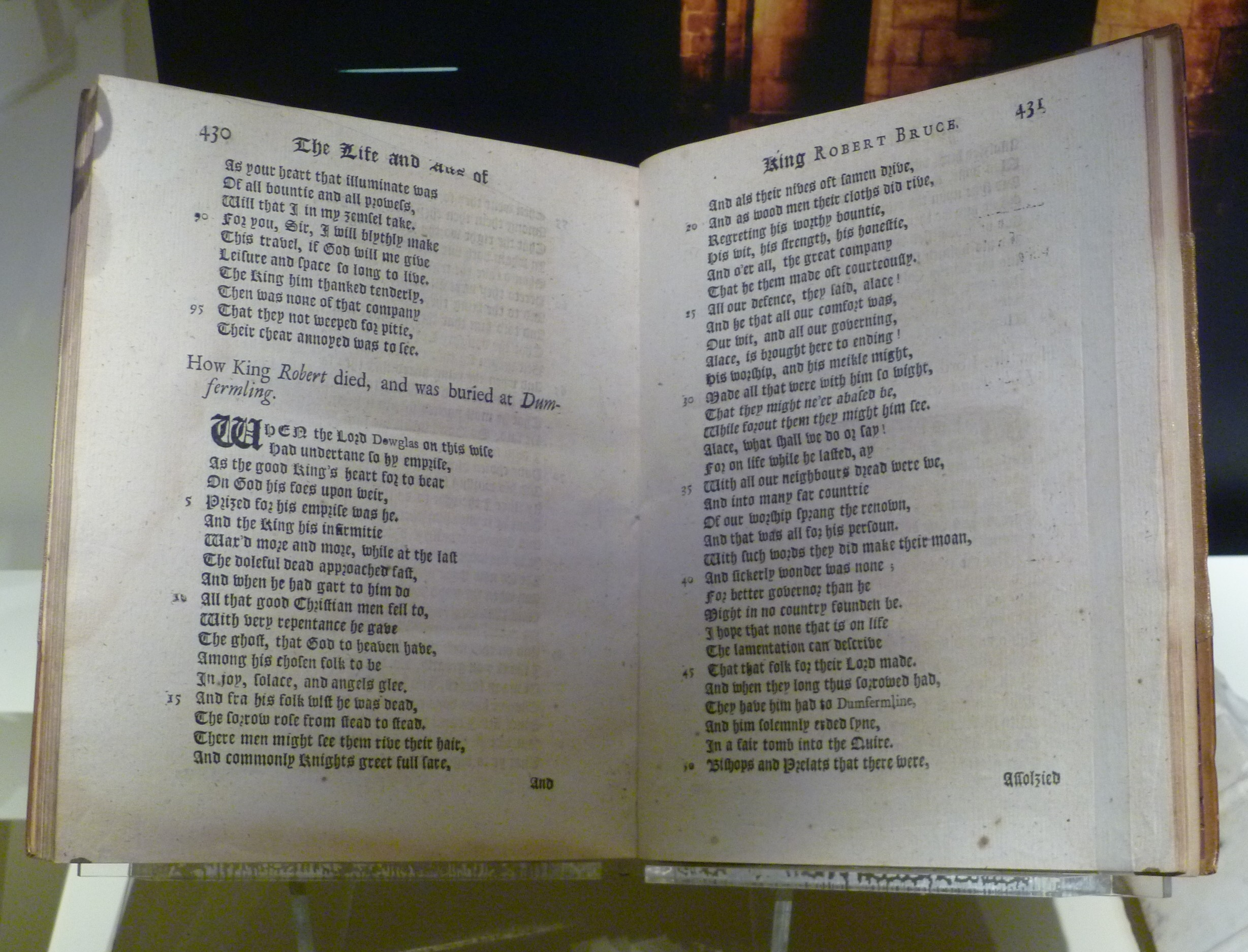
The Brus

## Biografia
Archidiacre d'Aberdeen a partir de 1357, després d'estudiar a Oxford i París, obtingué nombrosos càrrecs, entre ells aquell de conseller del Tresor.
John Barbour podria haver nascut cap al 1320 si el registre de la seva edat, del 1375, que i atribueix una edat de 55 anys és correcte. Tanmateix, no es coneix el seu lloc de naixement, tot i que podrien ser Aberdeenshire o Galloway.
La primera aparició de Barbour al registre històric arriba el 1356, amb la seva promoció a l'ardiaconat d'Aberdeen, des d'un càrrec que havia ocupat durant menys d'un any a la catedral de Dunkeld. D'això es dedueix que també va estar present a Avinyó, el 1355. Barbour va ser arxidiaca ardiaca de la diòcesi d'Aberdeen, a Escòcia. El 1357, quan David II va tornar a Escòcia de l'exili i va ser restaurada la reialesa, Barbour va rebre una carta de salconduit per viatjar per Anglaterra fins al Universitat d'Oxford . A partir del 1357, per tant, es creu que va estudiar a Oxford i a París. Posteriorment, sembla que va abandonar el país en altres anys, coincidint amb períodes en què David II era rei en actiu.
Després de la mort de David II, el 1371, Barbour va servir a la cort reial de Robert II en diverses funcions. Va ser durant aquest temps que va compondre la seva obra titulada The Brus, rebent per aquest motiu, l'any 1377, el regal de deu lliures escoceses, i el 1378, una pensió vitalícia de vint xílings. Va ocupar diversos càrrecs a la casa del rei. El 1372 va ser un dels auditors d'Hisenda i el 1373 un escrivà d'auditoria.
The Brus, que el mateix Barbour va considerar un romanç, fou la seva obra més significativa i la que li va garantir ser considerat el «pare de la poesia escocesa». Es un poema narratiu èpic, escrit l'any 1375, mentre era membre de la casa del rei, que tracta sobre les gestes d'en Robert de Bruce (Robert I d'Escòcia), que va ser coronat rei d'Escòcia després de la mort d'Alexandre III d'Escòcia. També parla de Sir James Douglas i la segona meitat del poema inclou accions dels avantpassats Stewart d'en Robert II al conflicte. Es una composició formada per uns catorze mil versos octosíl·labs. El propòsit de Barbour en el poema és en part històric i en part patriòtic. Celebra les figures The Bruce (Robert I) i James Douglas com la elit de la cavalleria escocesa.
La única prova biogràfica dels seus darrers anys és la seva signatura com a testimoni de diferents actes al "Registre d'Aberdeen", del 1392. Segons el Llibre d'Òbits de la Catedral de Sant Machar, Aberdeen, el poeta va morir el 13 de març de 1395. Els registres estatals mostren que la seva pensió vitalícia no es va pagar després d'aquesta data. Barbour va preveure que es cantés una missa per a ell i els seus pares, una instrucció que es va observar a la catedral de St Machar fins a la Reforma.
Excel·lent coneixedor de les novel·les cavalleresques i de la literatura occitana, Barbour va narrar amb tons lírics, en l'antiga llengua de les Terres Baixes d'Escòcia, la guerra d'independència dels escocesos, guerrers improvisats davant d'un exèrcit anglès molt ben organitzat.
El propòsit de Barbour al poema era en part històric i en part patriòtic. Celebra les figures de The Bruce (Robert I) i Sir James Douglas com les flors de la cavalleria escocesa. El poema s'obre amb una descripció de la situació en què es trobava Escòcia a la mort d' Alexandre III d'Escòcia (1286) i conclou amb la mort d'en Douglas i l'enterrament del cor d'en Robert de Bruce (1332). El seu episodi central és la batalla de Bannockburn.
Malgrat el to patriòtic, el sentiment que s'hi expressa és més cenyit a la realitat que no pas altres poemes sobre el tema que trobem a la literatura escocesa posterior. Al poema, el personatge de Robert I és un heroi del tipus cavalleresc, comú en el romanç del moment. La llibertat és una "causa noble" que cal cercar i guanyar a qualsevol preu. I els opositors d'aquesta llibertat es mostren amb els colors foscos que la història i la propietat poètica requereix. Tanmateix, al poema no hi ha una complaença merament patriòtica.
Una altra de les obres perdudes però conegudes de Barbour és la titulada The Stewartis Oryginalle, que descriu la genealogia de la important nissaga dels Stewart. El nom Stewart va substituir al de Bruce en la línia reial escocesa, quan Robert II va accedir al tron, després de la mort de David II, el seu oncle. Robert II va ser el mecenes de Barbour. No se sap com es va poder perdre aquesta obra.
També es considera Barbour com l'autor de l'obra Buik d'Alexandre, una traducció escocesa del Roman d'Alexandre i altres peces associades. Aquesta traducció, que manlleva molt de The Brus, ha sobreviscut i és coneguda per l'edició única impresa i conservada a Edimburg, del 1580, d'Alexander Arbuthnot.
Una obra que possiblement també és obra de John Barbour fou la descoberta a la Biblioteca de la Universitat de Cambridge per Henry Bradshaw. Es tracta d'un llarg poema escocès, de més de 33.000 línies, titulat Legends of the Saints, que explica la Llegenda àuria i altres tradicions de l'estil. Les coincidències en el llenguatge general entre aquest poema i l'obra de Barbour en vers, tant pel que fa al dialecte utilitzat com q l'estil, i el detall significatiu que les vides dels sants anglesos hi són excloses, a més del fet que les llegendes de Sant Machar (patró d' Aberdeen) i Sant Ninian hi figuren destacades, han convençut a alguns experts de la seva autoria. Tanmateix, la crítica posterior, encara que dividida, sembla anar en la direcció contrària, fonamentant el seu escepticisme en l'anàlisi de les rimes, en l'assonància i en el vocabulari emprats.
Si Barbour realment va ser l'autor d'aquestes cinc o sis llargues obres en escocès, tal com diversos experts li atribueixen, aleshores s'estaria parlant d'un dels més voluminosos, si no el més productiu, de tots els poetes escocesos. Pel que fa a la seva obra El Brus, a més, tant per la seva original aportació al gènere cavalleresc, com com pel seu relat d'una lluita contra la tirania, s'assegura un lloc com a important i innovadora veu literària que va reeixir en explorar nous terrenys lingüístics.